# 小行星11793
小行星11793（11793 Chujkovia）是一颗绕太阳运转的小行星，为主小行星带小行星。该小行星于1978年10月2日发现。

## 轨道参数
小行星11793的轨道半长轴为3.0377510 UA，离心率为0.147。